# 청동 은입사 포류수금문 정병
청동 은입사 포류수금문 정병(靑銅 銀入絲 蒲柳水禽文 淨甁)은 서울특별시 용산구 국립중앙박물관에 있는, 고려시대의 청동제 정병(淨甁)이다. 1962년 12월 20일 대한민국의 국보 제92호로 지정되었다.
불교 공예품의 하나인 정병을 청동으로 만들었는데, 표면에 은을 박아 장식한 은입사(銀入絲)기법을 써서 수양버들이 늘어진 언덕이 있으며, 그 주위를 오리와 여러 물새들이 헤엄치거나 날아오르는 모습을 새겨 넣었다.

## 갤러리

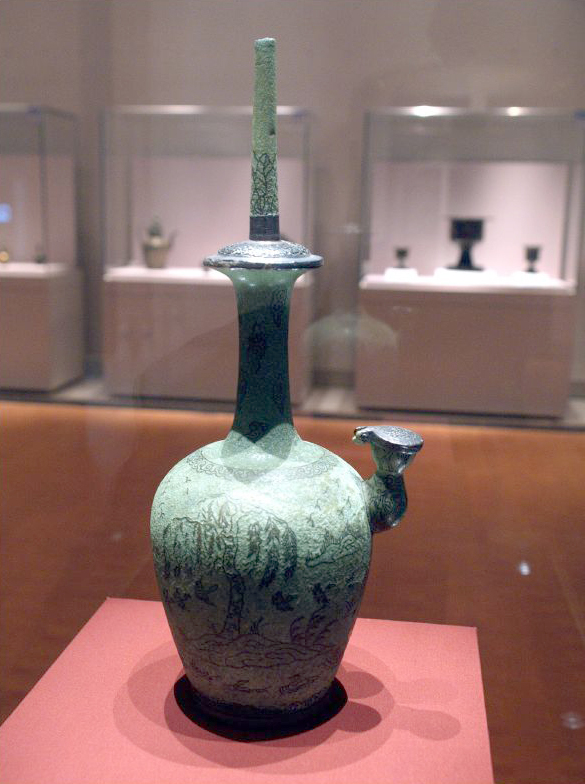

## 참고 자료
- 청동 은입사 포류수금문 정병 - 국가유산청 국가유산포털